# Metal Muntz

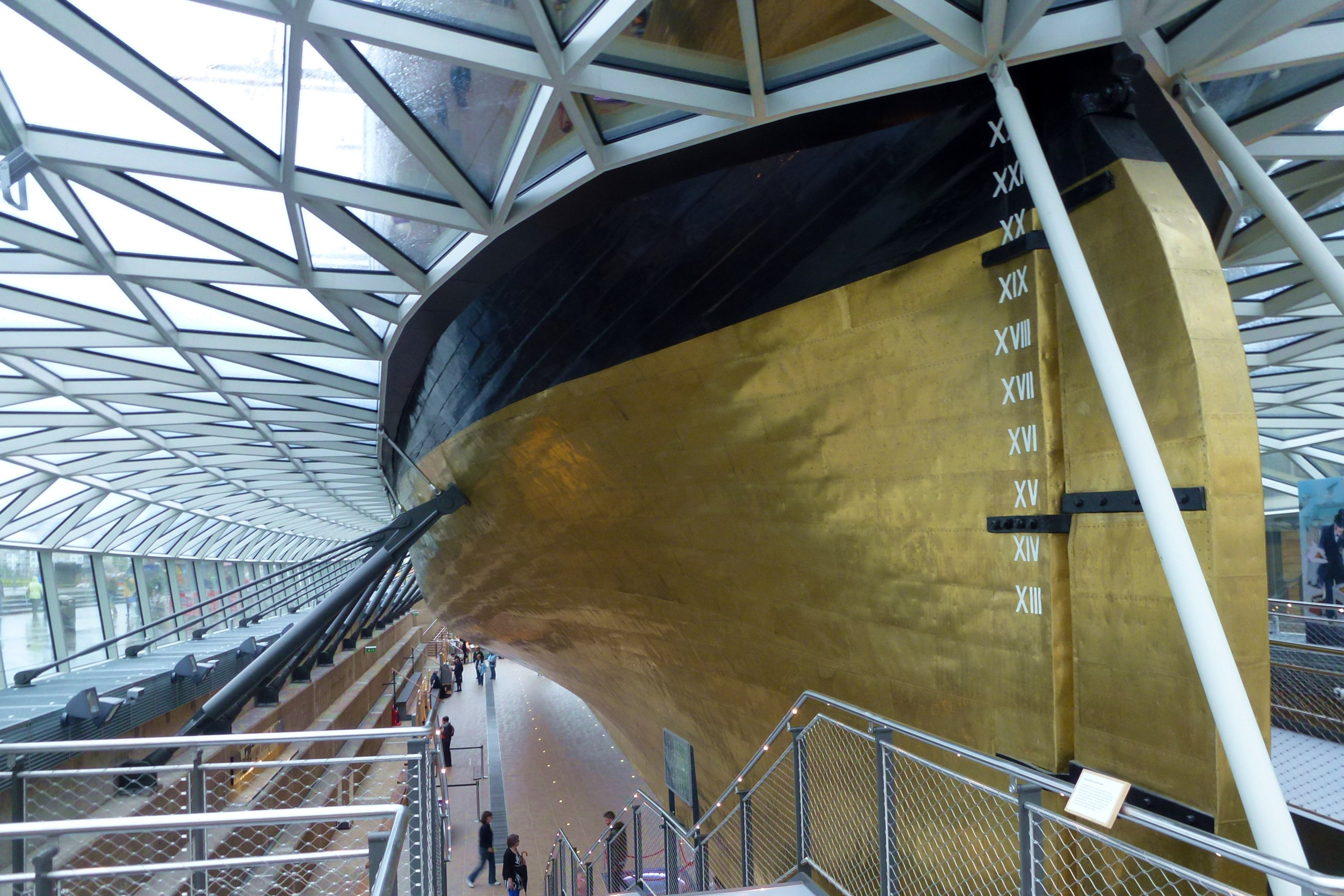
A popa restaurada do Cutty Sark revestida de metal Muntz.

O Metal Muntz é uma liga metálica composta por 60% de cobre e 40% de zinco com traços de ferro. Foi patenteada por George F. Muntz em 1832. O metal é utilizado para qualquer finalidade como substituto do cobre, protegendo contra a corrosão. Porém é na industria naval onde o metal é mais utilizado.